# Ла Преса (Тонала)
Ла Преса (шп. La Presa) насеље је у Мексику у савезној држави Халиско у општини Тонала. Насеље се налази на надморској висини од 1535 м.

## Становништво
Према подацима из 2010. године у насељу је живело 9 становника.

### Хронологија
| Година       | 2000          | 2005          | 2010 |
| ------------ | ------------- | ------------- | ---- |
| Становништво | 107 (59 / 48) | 111 (58 / 53) | 9    |

### Попис
| # | Индикатор                     | Вредност |
| - | ----------------------------- | -------- |
| 1 | Укупно домаћинстава           | 15       |
| 2 | Укупно насељених домаћинстава | 2        |
| 3 | Величина локације             | 1        |